# Nawal Yahi
Nawal Yahi (* 9. Dezember 1991) ist eine algerische Leichtathletin, die sich auf den Hindernislauf spezialisiert hat.

## Sportliche Laufbahn
Erste internationale Erfahrungen sammelte Nawal Yahi bei den Crosslauf-Weltmeisterschaften 2009 in Amman, bei denen sie nach 23:19 min den 68. Platz im U20-Rennen belegte. Im Jahr darauf wurde sie bei den Crosslauf-Weltmeisterschaften 2010 in Bydgoszcz in 21:20 min 44. im U20-Rennen und bei den Juniorenweltmeisterschaften im kanadischen Moncton verpasste sie über 3000 m Hindernis mit 10:39,46 min den Finaleinzug. Bei den Crosslauf-Weltmeisterschaften 2015 in Guiyang gelangte sie mit 28:44 min auf Rang 28 und bei den Crosslauf-Weltmeisterschaften 2017 in Kampala lief sie nach 37:24 min auf Rang 65 ein. Zudem gewann sie im selben Jahr in 9:59,27 min die Bronzemedaille im Hindernislauf bei den Arabischen Meisterschaften in Radès hinter der Tunesierin Habiba Ghribi und ihrer Landsfrau Amina Bettiche. 2022 startete sie im 5000-Meter-Lauf bei den Mittelmeerspielen in Oran und belegte dort in 16:08,52 min den sechsten Platz und kam im Halbmarathon nicht ins Ziel.
In den Jahren 2011, 2014 und 2015 wurde Yahi algerische Meisterin im 3000-Meter-Hindernislauf.

## Persönliche Bestzeiten
- 5000 Meter: 15:54,39 min, 11. Juni 2022 in Carquefou
- Halbmarathon: 1:11:41 h, 20. März 2022 in Lille
- 3000 m Hindernis: 9:48,53 min, 27. Mai 2017 in Oordegem